# إدوارد كريغ دي فورست
إدوارد كريغ دي فورست (بالإنجليزية: Craig Edward DeForest )‏ (و. 1968 – م) هو عالم فلك ولد في سان دييغو، كاليفورنيا .

## التعليم
تعلم في جامعة ستانفورد، وكلية ريد